# 531
531 (DXXXI) je bilo navadno leto, ki se je po julijanskem koledarju začelo na sredo.

## Dogodki
- Franki zavzamejo Turingijo.

## Smrti
- 13. september - Kavad I., sasanidski kralj kraljev Irana (* 473)

Neznan datum
- Amalarik, kralj Vizigotov (* 502)